# 2023 في فلسطين
فيما يلي أبرز قوائم الأحداث التي وقعت في دولة فلسطين خلال عام 2023:

## السياسة
الرئيس: محمود عباس.
رئيس مجلس الوزراء: محمد اشتية.

### تعيينات وتكليفات
| الرقم | الاسم                              | صورة | تاريخ التعيين | المنصب                                                                                | ملاحظات                                    | مرجع          |
| ----- | ---------------------------------- | ---- | ------------- | ------------------------------------------------------------------------------------- | ------------------------------------------ | ------------- |
| 1     | نور الدين عبد العزيز فريد أبو الرب |      | 10 يناير      | رئيسًا لجامعة الاستقلال                                                                |                                            | [ 1 ]         |
| 2     | محمد عبد الله محمد مصطفى           |      | 11 يناير      | محافظًا لدولة فلسطين لدى الصندوق العربي للإنماء الاقتصادي والاجتماعي بدولة الكويت      |                                            | [ 2 ]         |
| 3     | ناصر قطامي                         |      | 11 يناير      | نائبًا لمحافظ دولة فلسطين لدى الصندوق العربي للإنماء الاقتصادي والاجتماعي بدولة الكويت |                                            | [ 2 ]         |
| 4     | فراس عبد الرحمن حمدان ملحم         |      | 11 يناير      | محافظًا لدولة فلسطين لدى صندوق النقد العربي                                            |                                            | [ 3 ]         |
| 5     | فريد غنام                          |      | 11 يناير      | نائبًا لمحافظ دولة فلسطين لدى صندوق النقد العربي                                       |                                            | [ 3 ]         |
| 6     | علي جميل مصطفى مهنا                |      | 5 يونيو       | رئيسًا للمحكمة الدستورية العليا                                                        |                                            | [ 4 ]         |
| 7     | طلال ربحي عبد الله شهوان           |      | 12 يونيو      | رئيسًا لجامعة بيرزيت                                                                   |                                            | [ 5 ]         |
| 8     | رند توفيق محمد سلمان               |      | 22 يونيو      | مديرةً للمعهد الوطني الفلسطيني للصحة العامة                                            |                                            | [ 6 ]         |
| 9     | وائل لافي (Q120096226)             |      | 25 يونيو      | مستشارًا قانونيًا للرئيس                                                                | لمدة عام منتدبًا من المحكمة الإدارية العليا | [ 7 ]         |
| 10    | عبده حمزة عبد المجيد ادريس         |      | 27 يونيو      | عضوًا في مجلس إدارة مؤسسة المواصفات والمقاييس الفلسطينية                               | بصفته رئيس اتحاد الغرف التجارية الصناعية   | [ 8 ]         |
| 11    | غسان فرمند (Q120556707)            |      | 10 يوليو      | نائبًا لرئيس المحكمة الدستورية العليا                                                  |                                            | [ 9 ]         |
| 12    | فتحي محمد خضر خضر                  |      | 16 يوليو      | نائبًا لرئيس ديوان الموظفين العام                                                      |                                            | [ 10 ]        |
| 13    | وائل لافي (Q120096226)             |      | 18 يوليو      | عضوًا في مجلس أمناء جامعة الاستقلال                                                    | بصفته المستشار القانوني للرئيس             | [ 11 ]        |
| 14    | يحيى جودت شنار                     |      | 19 يوليو      | رئيسًا لمجلس إدارة مؤسسة إدارة وتنمية أموال اليتامى                                    |                                            | [ 12 ]        |
| 15    | فتحي عبد الله مسعود أبو مغلي       |      | 3 أغسطس       | رئيسًا لمجلس أمناء جامعة نابلس للتعليم المهني والتقني                                  |                                            | [ 13 ]        |
| 16    | قدورة فارس                         |      | 7 أغسطس       | رئيسًا لهيئة شؤون الأسرى والمحررين                                                     | بدرجة وزير                                 | [ 14 ] [ 15 ] |
| 17    | محمد يوسف "الحاج محمد"             |      | 9 أغسطس       | عضوًا في مجلس الإفتاء الأعلى                                                           | بصفته مفتيًا لمحافظة سلفيت                  | [ 16 ]        |
| 18    | محمود موسى أحمد أبو مويس           |      | 3 سبتمبر      | مُسيرًا لأعمال وزير التربية والتعليم                                                    |                                            | [ 17 ]        |
| 19    | عمار العكر                         |      |               | رئيسًا لمجلس إدارة هيئة سوق رأس المال                                                  |                                            |               |
| 20    | حسين شنك (Q122585871)              |      |               | رئيسًا لجامعة فلسطين التقنية – خضوري                                                   |                                            | [ 18 ]        |

### إعفاءات واستقالات
- 10 يناير: أُعفي صالح خليل أحمد "أبو أصبع صقر" من رئاسة جامعة الاستقلال.[19]
- 17 يوليو: الموافقة على استقالة علي جميل مصطفى مهنا من عضوية مجلس أمناء جامعة الاستقلال اعتبارًا من 5 يونيو 2023.[20]
- 10 أغسطس: أحال الرئيس محمود عباس اثنا عشر محافظًا إلى التقاعد وهم: محافظ جنين أكرم الرجوب، ومحافظ طوباس والأغوار الشمالية يونس العاص، ومحافظ طولكرم عصام أبو بكر، ومحافظ نابلس إبراهيم رمضان، ومحافظ قلقيلية رافع رواجبة، ومحافظ أريحا والأغوار جهاد أبو العسل، ومحافظ بيت لحم كامل حميد، ومحافظ الخليل جبرين البكري، ومحافظ شمال غزة صلاح أبو وردة، ومحافظ غزة إبراهيم أبو النجا، ومحافظ خان يونس أحمد الشيبي، ومحافظ رفح أحمد نصر.[21][22][23]
- 3 سبتمبر: أعلن رئيس الوزراء محمد اشتية عن قبوله استقالة وزير التربية والتعليم مروان عورتاني من منصبه والذي كان قد طلبها الجلسة الأسبوعية رقم 219 لمجلس الوزراء في 28 أغسطس 2023.[24]

### اعتمادات دبلوماسية

#### سفراء فلسطين
| الرقم | رئيس البعثة الدبلوماسية    | صورة | تاريخ الاعتماد الدبلوماسي | المنصب                                      | مستوى التمثيل         | مُستلم أوراق الاعتماد    | مرجع   |
| ----- | -------------------------- | ---- | ------------------------- | ------------------------------------------- | --------------------- | ----------------------- | ------ |
| 1     | مهند عبد الكريم العكلوك    |      | 2 مايو                    | مندوب فلسطين الدائم لدى جامعة الدول العربية | مندوب دائم            | أحمد أبو الغيط          | [ 25 ] |
| 2     | جواد محمد قطيش عواد        |      | 7 يوليو                   | سفير دولة فلسطين لدى قيرغيزستان             | سفير غير مقيم         | صدير جاباروف            |        |
| 3     | يوسف درخم (Q117794994)     |      | 14 يوليو                  | سفير دولة فلسطين لدى اليونان                | سفير مفوض وفوق العادة | إيكاتيريني ساكيلاروبولو | [ 26 ] |
| 4     | محمد النمورة (Q121503326)  |      | 25 يوليو                  | سفير دولة فلسطين لدى صربيا                  | سفير مفوض وفوق العادة | ألكسندر فوتشيتش         | [ 27 ] |
| 5     | صفاء الخالدي (Q121502833)  |      | 14 أغسطس                  | سفير دولة فلسطين لدى سلوفاكيا               | سفير مفوض وفوق العادة | زوزانا تشابوكوفا        | [ 28 ] |
| 6     | أحمد الرويضي (Q122877813)  |      | 26 سبتمبر                 | سفير دولة فلسطين لدى العراق                 | سفير مفوض وفوق العادة | فؤاد حسين               | [ 29 ] |
| 7     | ناصر جاد الله (Q130262384) |      | 19 أكتوبر                 | سفير دولة فلسطين لدى السنغال                | سفير مفوض وفوق العادة |                         | [ 30 ] |

#### سفراء لدى فلسطين
| الرقم | رئيس البعثة الدبلوماسية            | صورة      | تاريخ الاعتماد الدبلوماسي            | مكان الاعتماد الدبلوماسي             | بلد البعثة       | مستوى التمثيل                                       | مُستلم أوراق الاعتماد | مرجع   |
| ----- | ---------------------------------- | --------- | ------------------------------------ | ------------------------------------ | ---------------- | --------------------------------------------------- | -------------------- | ------ |
| 1     | محمد خليل                          |           | 1 مارس                               | سفارة دولة فلسطين لدى الأردن         | جزر المالديف     | سفير غير مقيم                                       | الرئيس محمود عباس    | [ 31 ] |
| 2     | سّجاد علي خان                       |           | 1 مارس                               | سفارة دولة فلسطين لدى الأردن         | باكستان          | سفير غير مقيم                                       | الرئيس محمود عباس    | [ 31 ] |
| 3     | آدي بادمو سارونو                   |           | 1 مارس                               | سفارة دولة فلسطين لدى الأردن         | إندونيسيا        | سفير غير مقيم                                       | الرئيس محمود عباس    | [ 31 ] |
| 4     | حسن صالح حسن سوار الذهب            |           | 1 مارس                               | سفارة دولة فلسطين لدى الأردن         | السودان          | سفير غير مقيم                                       | الرئيس محمود عباس    | [ 31 ] |
| 5     | ألفريد موتيوازوكا                  |           | 28 مارس                              | مقر الرئاسة الفلسطينية               | زيمبابوي         | سفير مفوض وفوق العادة غير مقيم                      | الرئيس محمود عباس    | [ 32 ] |
| 6     | فريدريكو سيرفيرا باياودو ناسيمينتو |           | 17 أبريل                             | وزارة الخارجية والمغتربين الفلسطينية | البرتغال         | رئيس مكتب تمثيل                                     | رياض المالكي         | [ 33 ] |
| 6     | فريدريكو سيرفيرا باياودو ناسيمينتو | 5 يونيو   | مقر الرئاسة الفلسطينية               | الرئيس محمود عباس                    | البرتغال         | رئيس مكتب تمثيل                                     | [ 34 ]               |        |
| 7     | رينو ياداف                         |           | 19 أبريل                             | وزارة الخارجية والمغتربين الفلسطينية | الهند            | رئيس مكتب تمثيل                                     | رياض المالكي         | [ 35 ] |
| 7     | رينو ياداف                         | 5 يونيو   | مقر الرئاسة الفلسطينية               | الرئيس محمود عباس                    | الهند            | رئيس مكتب تمثيل                                     | [ 36 ]               |        |
| 8     | تسنغ جيشين                         |           | 30 أبريل                             | وزارة الخارجية والمغتربين الفلسطينية | الصين            | رئيس مكتب تمثيل                                     | رياض المالكي         | [ 37 ] |
| 8     | تسنغ جيشين                         | 5 يونيو   | مقر الرئاسة الفلسطينية               | الرئيس محمود عباس                    | الصين            | رئيس مكتب تمثيل                                     | [ 38 ]               |        |
| 9     | نغوين هوي زونغ                     |           | 25 يونيو                             | سفارة دولة فلسطين لدى مصر            | فيتنام           | سفير غير مقيم                                       | دياب اللوح           | [ 39 ] |
| 10    | أبو بكر ديالو                      |           | 25 يونيو                             | سفارة دولة فلسطين لدى مصر            | مالي             | سفير غير مقيم                                       | دياب اللوح           | [ 39 ] |
| 11    | ميروسلاف تشيستوفيتش                |           | 25 يونيو                             | سفارة دولة فلسطين لدى مصر            | صربيا            | سفير غير مقيم                                       | دياب اللوح           | [ 39 ] |
| 12    | مانويل جتفيير دييز الذهب           |           | 25 يونيو                             | سفارة دولة فلسطين لدى مصر            | كوبا             | سفير غير مقيم                                       | دياب اللوح           | [ 39 ] |
| 13    | نايف بن بندر السديري               |           | 12 أغسطس                             | سفارة دولة فلسطين لدى الأردن         | السعودية         | سفير مفوض وفوق العادة غير مقيم وقنصلًا عامًا في القدس | مجدي الخالدي         | [ 40 ] |
| 13    | نايف بن بندر السديري               | 26 سبتمبر | وزارة الخارجية والمغتربين الفلسطينية | رياض المالكي                         | السعودية         | سفير مفوض وفوق العادة غير مقيم وقنصلًا عامًا في القدس | [ 41 ]               |        |
| 13    | نايف بن بندر السديري               | 26 سبتمبر | مقر الرئاسة الفلسطينية               | الرئيس محمود عباس                    | السعودية         | سفير مفوض وفوق العادة غير مقيم وقنصلًا عامًا في القدس | [ 42 ]               |        |
| 14    | إيمي لورينسون                      |           | 5 سبتمبر                             | سفارة دولة فلسطين لدى مصر            | نيوزيلندا        | سفير غير مقيم                                       | رياض المالكي         | [ 43 ] |
| 15    | إلهام نظرلي                        |           | 7 سبتمبر                             | وزارة الخارجية والمغتربين الفلسطينية | أذربيجان         | رئيس مكتب تمثيل                                     | رياض المالكي         | [ 44 ] |
| 16    | ألكسندر شتوتسمان (Q122368161)      |           | 7 سبتمبر                             | وزارة الخارجية والمغتربين الفلسطينية | الاتحاد الأوروبي | رئيس مكتب تمثيل                                     | رياض المالكي         | [ 45 ] |
| 17    | فيليم ماكلوفلين                    |           | 3 أكتوبر                             | وزارة الخارجية والمغتربين الفلسطينية | جمهورية أيرلندا  | رئيس مكتب تمثيل                                     | رياض المالكي         | [ 46 ] |
| 18    | كيو سوك جون                        |           | 3 أكتوبر                             | وزارة الخارجية والمغتربين الفلسطينية | كوريا الجنوبية   | رئيس مكتب تمثيل                                     | رياض المالكي         | [ 47 ] |
| 19    | سيغورد هالنغ                       |           | 4 أكتوبر                             | وزارة الخارجية والمغتربين الفلسطينية | الدنمارك         | رئيس مكتب تمثيل                                     | رياض المالكي         | [ 48 ] |
| 20    | ديمتريوس أنجيلوسوبولوس             |           | 4 أكتوبر                             | وزارة الخارجية والمغتربين الفلسطينية | اليونان          | قنصل عام                                            | رياض المالكي         | [ 49 ] |
| 21    | روبرتوا موراليس هيرنانديز          |           | 5 أكتوبر                             | وزارة الخارجية والمغتربين الفلسطينية | نيكاراغوا        | رئيس مكتب تمثيل                                     | رياض المالكي         | [ 50 ] |
| 22    | ريتا هيرنكسار                      |           | 5 أكتوبر                             | وزارة الخارجية والمغتربين الفلسطينية | المجر            | رئيس مكتب تمثيل                                     | رياض المالكي         | [ 51 ] |
| 23    | دومينكو بيلاتو                     |           | 15 أكتوبر                            | وزارة الخارجية والمغتربين الفلسطينية | إيطاليا          | قنصل عام                                            | رياض المالكي         | [ 52 ] |
| 24    | يكولا كاسيانيدس                    |           | 15 أكتوبر                            | وزارة الخارجية والمغتربين الفلسطينية | فرنسا            | قنصل عام                                            | رياض المالكي         | [ 53 ] |

## أوسمة
| الرقم | الاسم                                      | صورة | الوسام                                           | تاريخ تقليد الوسام | مانح الوسام                                 | السبب                                                                                       | مرجع   |
| ----- | ------------------------------------------ | ---- | ------------------------------------------------ | ------------------ | ------------------------------------------- | ------------------------------------------------------------------------------------------- | ------ |
| 1     | بشارة إلياس عوض                            |      | نجمة بيت لحم من وسام بيت لحم                     | 6 يناير 2023       | الرئيس محمود عباس                           | المؤسس والرئيس الفخري لكلية بيت لحم للكتاب المقدس                                           | [ 54 ] |
| 2     | جورج حبيب عوض                              |      | نجمة بيت لحم من وسام بيت لحم                     | 6 يناير 2023       | الرئيس محمود عباس                           | رئيس الكنيسة المشيخية في الأراضي المقدسة                                                    | [ 55 ] |
| 3     | متري الراهب                                |      | نجمة بيت لحم من وسام بيت لحم                     | 6 يناير 2023       | الرئيس محمود عباس                           | مؤسس ورئيس جامعة دار الكلمة                                                                 | [ 56 ] |
| 4     | جمعية الملجأ الخيري الأرثوذكسي العربي      |      | نجمة القدس من وسام القدس                         | 6 يناير 2023       | الرئيس محمود عباس                           | الخدمات الإنسانية والاجتماعية والصحية المقدمة لأصحاب الأمراض المزمنة وذوي الاحتياجات الخاصة | [ 57 ] |
| 5     | منيب أندريا يونان                          |      | نجمة القدس من وسام القدس                         | 6 يناير 2023       | الرئيس محمود عباس                           | رئيس الاتحاد اللوثري العالمي                                                                | [ 58 ] |
| 6     | رياح حنا أبو العسل                         |      | نجمة القدس من وسام القدس                         | 6 يناير 2023       | الرئيس محمود عباس                           | الأسقف الثالث عشر للكنيسة الأنجليكانية الأسقفية في القدس والشرق الأوسط                      | [ 59 ] |
| 7     | توفيق راشد الحوري                          |      | نجمة يبوس من وسام الرئيس ياسر عرفات              | 30 يناير 2023      | الرئيس محمود عباس                           | أحد مؤسسي حركة فتح                                                                          | [ 60 ] |
| 8     | روحي فتوح                                  |      | وسام نجمة الإكوادو                               | 21 فبراير 2023     | لونيل فوتيس                                 | رئيس المجلس الوطني الفلسطيني                                                                | [ 61 ] |
| 9     | قواه وي                                    |      | نجمة الصداقة من وسام الرئيس محمود عباس           | 23 فبراير 2023     | الرئيس محمود عباس                           | ممثل الصين لدى دولة فلسطين                                                                  | [ 62 ] |
| 10    | قيس عبد الكريم السامرائي                   |      | النجمة الكبرى من وسام القدس                      | 28 فبراير 2023     | الرئيس محمود عباس                           | عضو المكتب السياسي للجبهة الديمقراطية لتحرير فلسطين                                         | [ 63 ] |
| 11    | عزيز رحيم الديحاني                         |      | نجمة القدس من وسام القدس                         | 1 مارس 2023        | الرئيس محمود عباس                           | سفير الكويت غير المقيم لدى دولة فلسطين                                                      | [ 64 ] |
| 12    | جان بيير شوري                              |      | نجمة الاستحقاق من وسام دولة فلسطين               | 13 مارس 2023       | الرئيس محمود عباس                           | دبلوماسي سويدي                                                                              | [ 65 ] |
| 13    | أحمد المذبوح                               |      | الدرجة الأولى من وسام الاستحقاق "مدارسكي كوننيك" | 11 أبريل 2023      | رئيس بلغاريا رومن راديف                     | سفير دولة فلسطين لدى بلغاريا                                                                | [ 66 ] |
| 14    | فريق دولة فلسطين للتدخل والاستجابة العاجلة |      | وسام الجمهورية للتضحية وشهادة التقدير            | 25 أبريل 2023      | رئيس تركيا رجب طيب أردوغان                  |                                                                                             | [ 67 ] |
| 15    | أم ناصر أبو حميد                           |      | وسام المرأة المثالية                             | 4 مايو 2023        | المهرجان الدولي المصري السابع للأم المثالية |                                                                                             | [ 68 ] |
| 16    | حمد بن خليفة بن أحمد آل ثاني               |      | نجمة القدس من وسام القدس                         | 14 مايو 2023       | الرئيس محمود عباس                           | رئيس الاتحاد القطري لكرة القدم                                                              | [ 69 ] |
| 17    | هاني أبو ريدة                              |      | نجمة القدس من وسام القدس                         | 14 مايو 2023       | الرئيس محمود عباس                           | عضو المكتب التنفيذي للاتحاد الإفريقي لكرة القدم                                             | [ 69 ] |
| 18    | فايز المطيري                               |      | نجمة الاستحقاق من وسام دولة فلسطين               | 22 مايو 2023       | الرئيس محمود عباس                           | مدير عام منظمة العمل العربية                                                                | [ 70 ] |
| 19    | إبراهيم الباز                              |      | ميدالية الإنجاز من وسام الرئيس محمود عباس        | 28 مايو 2023       | الرئيس محمود عباس                           |                                                                                             | [ 71 ] |
| 20    | شريف كناعنة                                |      | درجة الإبداع من وسام الثقافة والعلوم والفنون     | 31 مايو 2023       | الرئيس محمود عباس                           | توثيق التراث والفولكلور والرواية الشعبية                                                    | [ 72 ] |
| 21    | شكري عراف                                  |      | درجة الإبداع من وسام الثقافة والعلوم والفنون     | 31 مايو 2023       | الرئيس محمود عباس                           | جهوده الموسوعية والبحثية والتوثيقية بما يحفظ الذاكرة الفلسطينية                             | [ 73 ] |
| 22    | نغوين كوانغ تهيوو                          |      | درجة التألق من وسام الثقافة والعلوم والفنون      | 4 يونيو 2023       | الرئيس محمود عباس                           |                                                                                             | [ 74 ] |
| 23    | كريستيان هودجيز نوجينت                     |      | نجمة القدس من وسام القدس                         | 21 يونيو 2023      | الرئيس محمود عباس                           | ممثل تشيلي لدى دولة فلسطين                                                                  | [ 75 ] |
| 24    | يحيى الفخراني                              |      | النجمة الكبرى من وسام الثقافة والعلوم والفنون    | 10 يوليو 2023      | الرئيس محمود عباس                           |                                                                                             | [ 76 ] |
| 25    | مانويل مسلم                                |      | نجمة القدس من وسام القدس                         | 10 يوليو 2023      | الرئيس محمود عباس                           |                                                                                             | [ 77 ] |
| 26    | سفن كون فون بورغسدورف (Q110356272)         |      | نجمة القدس من وسام القدس                         | 18 يوليو 2023      | الرئيس محمود عباس                           |                                                                                             | [ 78 ] |
| 27    | سعيد كنعان                                 |      | نجمة القدس من وسام القدس                         | 18 يوليو 2023      | الرئيس محمود عباس                           |                                                                                             | [ 79 ] |
| 28    | جاك لانغ                                   |      | النجمة الكبرى من وسام الثقافة والعلوم والفنون    | 24 يوليو 2023      | الرئيس محمود عباس                           | رئيس معهد العالم العربي في باريس، فرنسا                                                     | [ 80 ] |
| 29    | أكرم الرجوب                                |      | نجمة الاستحقاق من وسام دولة فلسطين               | 20 أغسطس 2023      | الرئيس محمود عباس                           | محافظ محافظة جنين                                                                           | [ 81 ] |
| 30    | يونس العاص                                 |      | نجمة الاستحقاق من وسام دولة فلسطين               | 20 أغسطس 2023      | الرئيس محمود عباس                           | محافظ محافظة طوباس والأغوار الشمالية                                                        | [ 81 ] |
| 31    | عصام أبو بكر                               |      | نجمة الاستحقاق من وسام دولة فلسطين               | 20 أغسطس 2023      | الرئيس محمود عباس                           | محافظ محافظة طولكرم                                                                         | [ 81 ] |
| 32    | إبراهيم رمضان                              |      | نجمة الاستحقاق من وسام دولة فلسطين               | 20 أغسطس 2023      | الرئيس محمود عباس                           | محافظ محافظة نابلس                                                                          | [ 81 ] |
| 33    | رافع رواجبة                                |      | نجمة الاستحقاق من وسام دولة فلسطين               | 20 أغسطس 2023      | الرئيس محمود عباس                           | محافظ محافظة قلقيلية                                                                        | [ 81 ] |
| 34    | كامل حميد                                  |      | نجمة الاستحقاق من وسام دولة فلسطين               | 20 أغسطس 2023      | الرئيس محمود عباس                           | محافظ محافظة بيت لحم                                                                        | [ 81 ] |
| 35    | أحمد الشيبي                                |      | نجمة الاستحقاق من وسام دولة فلسطين               | 20 أغسطس 2023      | الرئيس محمود عباس                           | محافظ محافظة خان يونس                                                                       | [ 81 ] |
| 36    | أحمد نصر                                   |      | نجمة الاستحقاق من وسام دولة فلسطين               | 20 أغسطس 2023      | الرئيس محمود عباس                           | محافظ محافظة رفح                                                                            | [ 81 ] |
| 37    | جهاد أبو العسل                             |      | نجمة الاستحقاق من وسام دولة فلسطين               | 20 أغسطس 2023      | الرئيس محمود عباس                           | محافظ محافظة أريحا والأغوار                                                                 | [ 81 ] |
| 38    | جبرين البكري                               |      | نجمة الاستحقاق من وسام دولة فلسطين               | 20 أغسطس 2023      | الرئيس محمود عباس                           | محافظ محافظة الخليل                                                                         | [ 81 ] |
| 39    | صلاح أبو وردة                              |      | نجمة الاستحقاق من وسام دولة فلسطين               | 20 أغسطس 2023      | الرئيس محمود عباس                           | محافظ محافظة شمال غزة                                                                       | [ 81 ] |
| 40    | إبراهيم أبو النجا                          |      | نجمة الاستحقاق من وسام دولة فلسطين               | 20 أغسطس 2023      | الرئيس محمود عباس                           | محافظ محافظة غزة                                                                            | [ 81 ] |
| 41    | إيفانجيلوس فليوراس (Q121790734)            |      | نجمة القدس من وسام القدس                         | 22 أغسطس 2023      | الرئيس محمود عباس                           | القنصل العام اليوناني في القدس                                                              | [ 82 ] |
| 42    | جوسيبي فيديل (Q121791084)                  |      | نجمة القدس من وسام القدس                         | 22 أغسطس 2023      | الرئيس محمود عباس                           | القنصل العام الإيطالي في القدس                                                              | [ 83 ] |
| 43    | رينيه تروكاز (Q33192845)                   |      | نجمة القدس من وسام القدس                         | 22 أغسطس 2023      | الرئيس محمود عباس                           | القنصل العام الفرنسي في القدس                                                               | [ 84 ] |
| 44    | ماريا أنجيلا هولغوين                       |      | نجمة الاستحقاق من وسام دولة فلسطين               | 12 سبتمبر 2023     | الرئيس محمود عباس                           | لدورها في اعتراف كولومبيا بدولة فلسطين خلال توليها منصب وزير الخارجية بين عامي 2010 و2018   | [ 85 ] |
| 45    | روبيرتو خوسيه موراليس فوينتس               |      | نجمة الصداقة من وسام الرئيس محمود عباس           | 24 سبتمبر 2023     | الرئيس محمود عباس                           | ممثل نيكاراغوا لدى دولة فلسطين                                                              | [ 86 ] |
| 46    | خورخي كاسينيلي سكاربا                      |      | نجمة الصداقة من وسام الرئيس محمود عباس           | 3 أكتوبر 2023      | الرئيس محمود عباس                           | ممثل الأوروغواي لدى دولة فلسطين                                                             | [ 87 ] |

## الأحداث

### يناير
- 1 يناير: يوم عطلة رسمية في دولة فلسطين بمناسبة السنة الميلادية الجديدة 2023 وذكرى انطلاقة حركة فتح.[88]

- 5 يناير: أُفرِجَ عن عميد الأسرى الفلسطينيين كريم يونس بعد 40 عامًا من الاعتقال من قبل إسرائيل.
- 7 يناير: يوم عطلة رسمية في دولة فلسطين بمناسبة حلول عيد الميلاد حسب التقويم الشرقي.[88]
- 26 يناير: مقتل 10 أشخاص بينهم امرأة وإصابة العشرات في اجتياح إسرائيلي لمدينة ومخيم جنين بالضفة الغربية.
- 27 يناير: طائرات سلاح الجو الإسرائيلي تشن غارات جوية على موقع لتصنيع الصواريخ تحت الأرض، وقاعدة عسكرية تستخدمها حماس في قطاع غزة، ردا على الصواريخ التي أطلقها مسلحون فلسطينيون على جنوب إسرائيل.

### فبراير
- 11 فبراير: هاجم مستوطنون إسرائيليون المزارعون الفلسطينيون في بلدة قراوة بني حسان غرب محافظة سلفيت؛ مما أسفر عن مقتل فلسطيني.[89][90]

- 25 فبراير:
  - صادر جيش الاحتلال الإسرائيلي مركبة جمع النفايات الصلبة الخاصة ببلدتي بروقين وكفر الديك خلال وجودها في مكب النفايات غرب سلفيت واحتجز طاقمها لعدة ساعات.[91]

### مارس
- 5 مارس: تواصلت المواجهات لليوم الثالث في مدينة طولكرم بين الأجهزة الأمنية الفلسطينية وشبان فلسطينيين على خلفية ملاحقة الأجهزة الأمنية لعناصر كتيبة طولكرم المُلاحقين من إسرائيل،[92] وقد تخلل المواجهات إغلاق الشبان لشوارع وتكسير إشارات ضوئية في المدينة،[93] فيما ردت قوات الأمن الفلسطينية بإطلاق القنابل المسيلة للدموع وقنابل الصوت،[94][95][96][97] وقال مسؤول فلسطيني كبير في السلطة الفلسطينية لصحيفة جيروزاليم بوست: "لن نتهاون مع مشاهد الفوضى وانعدام القانون في طولكرم، كل من يخالف القانون سيُعتقل ويُعاقب".[98][99]
- 9 مارس: اغتال الجيش الإسرائيلي 3 شبان فلسطينيين في بلدة جبع (جنين).
- 10 مارس:
  - أعلنت إسرائيل شن عملية عسكرية في مدينة طولكرم التي تضم مقر كتيبة طولكرم،[100] حيث اندلعت فجرًا في المدينة اشتباكات مسلحة عنيفة بين عناصر كتيبة طولكرم وقوات الجيش الإسرائيلي المُقتحمة،[101][102] وتخلل الاشتباكات استهداف قوات الجيش الإسرائيلي بعبوات ناسفة،[103] وقالت كتيبة طولكرم في بيان مقتضب لها فجرًا: إن عناصرها "يخوضون معركة الشهداء على أرض مدينة طولكرم. لا يزال أبناء الرد السريع يخوضون معركة الكرامة وأوقعوا إصابات وخسائر في صفوف العدو".[104]
  - رحبت الرئاسة الفلسطينية بالاتفاق الإيراني السعودي لاستئناف العلاقات بين البلدين.[105]
- 13 مارس: سلّم حسين الشيخ أمين سر اللجنة التنفيذية لمنظمة التحرير الفلسطينية مبلغ نصف مليون دولار من قطر إلى بلدية حوارة تعويضًا عن الأضرار التي لحقت بالبلدة بعد هجمات المستوطنين في 26 فبراير 2023.[106]
- 18 مارس: بحث مجدي الخالدي مستشار الرئيس الفلسطيني للشؤون الدبلوماسية تعزيز العلاقات البولندية الفلسطينية، خلال زيارته معهد الذاكرة الوطني البولندي.[107]
- 21 مارس: عُقد في مقر وزارة الخارجية الفلسطينية برام الله، الجلسة الثانية من المشاورات السياسية بين فلسطين ونيوزيلندا.[108]
- 23 مارس:
  - حاصرت إسرائيل منزل في طولكرم يتواجد فيه أمير أبو خديجة قائد كتيبة طولكرم العسكرية ومؤسس مجموعة الرد السريع فيها وقتلته.[109]
  - وقعت 4 مذكرات للتعاون بين دولة فلسطين وزيمبابوي، حيث تضمنت التعاون في مجالات المشاورات السياسية والدبلوماسية، والتعليم العالي والبحث العلمي، المجال الزراعي والتعاون التنموي وتأسيس برامج تعاون مشتركة بين الوكالة الفلسطينية للتعاون الدولي وزيمبابوي.[110]
- 30 مارس: استقبل الرئيس الفلسطيني محمود عباس بمقر الرئاسة وزير الخارجية الأذري جيحون بيراموف، قدمت خلاله أذربيجان دعمها لبناء مدرسة في محافظة نابلس، و25 منحة دراسية للطلبة الفلسطينيين إضافة إلى نيتها افتتاح ممثلية لدى دولة فلسطين.[111]

### أبريل
- 15 أبريل: بدأت الاشتباكات بين قوات الدعم السريع والجيش السوداني.[112] لاحقًا أعلنت وزارة الخارجية والمغتربين الفلسطينية أن جاليتها بخير وتتابع أوضاعهم وترشدهم بتوجيهات للحفاظ على أمنهم وسلامتهم.[113]
- 22 أبريل: شكلت وزارة الخارجية خلية أزمة مركزية استعدادًا لحصر أعداد الرعايا والطلبة الفلسطينيين الذين يرغبون بمغادرة السودان بالتنسيق مع السودان ومصر والأردن، تضم اللجنة المخابرات العامة والاستخبارات العسكرية، ووزارة الداخلية، ومؤسسات ذات علاقة.[114]
- 23 أبريل: أبدت السعودية استعدادها للمساعدة في إجلاء الرعايا الفلسطينيين عبر ميناء بورتسودان السوداني إلى ميناء جدة.[115]
- 24 أبريل: أعلنت الخارجية الفلسطينية عن بدء تحرك قوافل إجلاء الرعايا الفلسطينيين، الأولى تضم 85 فلسطينيًا إلى ميناء بورتسودان، والأخرى تضم 259 فلسطينيًا إلى الحدود السودانية المصرية.[116] كما ذكرت الوزارة أن ظروف قاهرة خارجة عن الإرادة أخرت انطلاق حافلات إلى الحدود السودانية المصرية كانت تضم 123 فلسطينيًا من الطلبة والأسر، وأنها وفرت مكانًا آمانًا للطلبة لحين توفر الحافلات.[117]
- 30 أبريل: ذكرت الخارجية أن قرابة 500 فلسطينيًا قد أُجلي من السودان.[118]

### مايو
- 1 مايو: أعلنت الخارجية انتهاء عملية إجلاء الجالية الفلسطينية من السودان.[119] وأعرب وزير الخارجية رياض المالكي عن شكره لمصر والسعودية والأردن لما قدموه.[120]
- 6 مايو: نفذت القوات الإسرائيلية الخاصة في الصباح الباكر عملية عسكرية لها في مخيم طولكرم بمدينة طولكرم واغتالت فلسطينيين اثنين من عناصر كتيبة طولكرم بعد الاشتباك معهما وهما "سامر صلاح الشافعي" (22 عامًا) و"حمزة جميل خريوش" (22 عامًا)، حيث اتهمتهم إسرائيل بتنفيذ عدة عمليات إطلاق نار صوب الحواجز والمستوطنات والمركبات الإسرائيلية في منطقة طولكرم.[121][122]

- 30 مايو: وقعت عملية طولكرم، وهي هجوم بإطلاق نار نفذته "كتيبة طولكرم العسكرية - مجموعة الرد السريع" على مستوطنة حرميش شمال محافظة طولكرم مما أدى إلى مقتل مستوطن إسرائيلي.[123]

### يونيو
- 2 يونيو: أعلنت وزارة الخارجية والمغتربين الفلسطينية عن إعادة تصنيف بعثتها الدبلوماسية لدى المكسيك من مستوى مفوضية إلى مستوى سفارة انسجامًا مع التعاون والصداقة التي تجمع البلدين.[124]
- 3 يونيو: أعلنت سلطة النقد الفلسطينية عن تعيين مراقب مؤقت للإشراف على أعمال البنك الوطني وذلك نتيجة لاستقالة عدد من أعضاء مجلس الإدارة.[125]
- 6 يونيو: أدانت وزارة الخارجية الفلسطينية الاقتحامات المتكررة لمجموعات مسلحة لمقر سفارتها ومقر إقامة سفيرها في الخرطوم، إضافةً إلى أعمال التكسير والتخريب التي رافقت الاقتحام وضرب الموظفين المحليين ومن تواجد من طاقم السفارة، وسرقة أموال تخص موازنة السفارة واحتياجاتها.[126][127]
- 7 يونيو: عُقدت جلسة مشاورات سياسية بين بولندا ودولة فلسطين في مقر وزارة الخارجية والمغتربين في رام الله، ترأست أمل جادو الوفد الفلسطيني ونظيرها البولندي باڤو يابونسكي وفد بلاده.[128]
- 23 يونيو: كشفت صحيفة "هآرتس" الإسرائيلية عن وثائق تُفيد أن الجيش الإسرائيلي قد سمّم أراضٍ زراعية في بلدة عقربا جنوب نابلس في أبريل 1972 تصل مساحتها إلى نحو 500 دونمًا بهدف إتلاف محاصيلها، ثم أتبع ذلك بمصادرتها وإقامة مستوطنة جيتيت عليها.[129]
- 24 يونيو: سلّم حسين الشيخ أمين سر اللجنة التنفيذية لمنظمة التحرير الفلسطينية مبلغ 1 مليون دولار من قطر إلى محافظ جنين أكرم الرجوب لدعم مؤسسات وجمعيات جنين ومخيمها.[130]
- 26 يونيو: تفقد الرئيس محمود عباس مبنى المدرسة الوطنية الفلسطينية للإدارة في قرية أبو شخيدم شمال غرب محافظة رام الله والبيرة، وأشاد بالدعم الكوري الجنوبي لتمويل وإنشاء المدرسة.[131]
- 26 يونيو: أصدرت السياسية الفلسطينية ريما كتانة نزال كتابها "خالدٌ في حياتي" الذي وثقت فيه سيرة زوجها خالد نزال.[132]

### يوليو
- 3 يوليو: معركة بأس جنين، اقتحمت قوات جيش الاحتلال الإسرائيلي مدينة جنين ومخيمها الواقع في الضفة الغربية قبل فجر يوم الاثنين الموافق 3 يوليو 2023، في إطار عملية عسكرية واسعة وصفت بأنها الأكبر منذ الانتفاضة الثانية.[133]
- 6 يوليو:
  - أصدرت محكمة الاحتلال الإسرائيلي المركزية في القدس قرارًا بتبرئة الشرطي المتهم بقتل إياد الحلاق في مايو 2020.[134]
  - أعلنت الإمارات عن تمويلها وكالة الأمم المتحدة لإغاثة وتشغيل اللاجئين الفلسطينيين في الشرق الأدنى بمبلغ 15 مليون دولار لدعم عمليات الوكالة وخدماتها وإعادة تأهيل الخسائر في مدينة جنين ومخيمها.[135]
- 7 يوليو: أعلنت الجزائر عن مساهمتها بمبلغ 30 مليون دولار لإعادة إعمار مخيم جنين بعد العملية العسكرية الإسرائيلية في جنين ومخيمها.[136]
- 9 يوليو: عُقدت في العاصمة العراقية بغداد جلسة المشاورات السياسية الأولى بين فلسطين والعراق.[137]
- 24 يوليو: اجتاحت إسرائيل فجر وصباح يوم الاثنين 24 يوليو مخيم نور شمس في مدينة طولكرم بأكثر من 60 آلية عسكرية، في اقتحام هو الأوسع للمدينة منذ الانتفاضة الثانية بهدف توجيه ضربة عسكرية لكتيبة طولكرم، وقد دمرت القوات الإسرائيلية شوارع المخيم عبر تجريفها بجرافات عسكرية مجنزرة، وأدى الاجتياح إلى وقوع 13 إصابة لدى الجانب الفلسطيني، كما فجرت كتيبة طولكرم عبوات ناسفة بالآليات الإسرائيلية في المدينة كان منها عبوة ناسفة شديدة الانفجار بجرافة عسكرية إسرائيلية مجنزرة مما أدى إلى إعطابها.[138] فور انسحاب القوات الإسرائيلية التي خلفت دمارًا واسعًا فقد أصدر الرئيس الفلسطيني محمود عباس تعليماته بإزالة آثار الاجتياح حيث باشرت طواقم بلدية طولكرم ووزارة الأشغال العامة ووزارة الحكم المحلي والدفاع المدني وسلطة الطاقة بالعمل على إصلاح الطرق وخطوط المياه والكهرباء والصرف الصحي المدمرة. وعقب الانسحاب فقد تفقد المخيم كل من وزير الحكم المحلي مجدي الصالح ومدير عام الدفاع المدني اللواء العبد إبراهيم خليل بإيعاز من رئيس الحكومة الفلسطينية محمد اشتية وبتوجيهات الرئيس الفلسطيني محمود عباس.[139][140][141][142][143][144][145]

### أغسطس
- 17 أغسطس: رحبت وزارة الخارجية الفلسطينية بقرار فنزويلا رفع مستوى التمثيل الدبلوماسي الفنزويلي لدى دولة فلسطين من مكتب تمثيل إلى سفارة.[146]
- 28 أغسطس: أعلن رئيس حكومة الوحدة الوطنية الليبية عبد الحميد الدبيبة من مقر السفارة الفلسطينية في طرابلس عن إقالة وزيرة الخارجية نجلاء المنقوش من منصبها بعد لقائها نظيرها الإسرائيلي في روما.[147]

### أكتوبر
- 7 أكتوبر: بدأ عملية طوفان الأقصى.
- 14 أكتوبر: نظم مئات المتضامنين في وقفة تضامنية مع الشعب الفلسطيني أمام مقر السفارة الفلسطينية لدى الأرجنتين تنديدًا بالحرب الإسرائيلية على قطاع غزة.[148]
- 20 أكتوبر: شارك الآلاف من المتضامنين في وقفة تضامنية مع الشعب الفلسطيني أمام السفارة الفلسطينية في الأرجنتين، تضامنًا مع شعبنًا وتنديدًا بالعدوان الوحشي الإسرائيلي على قطاع غزة وعموم الأراضي الفلسطينية المحتلة.[149]

### نوفمبر
- 13 نوفمبر: اقتحمت قوات من جيش الاحتلال الإسرائيلي المستشفى الفلسطيني الفنزويلي للعيون في بلدة ترمسعيا شمال رام الله، وأجرت تحقيقات ميدانية مع العاملين فيه.[150]
- 19 نوفمبر: استهدفت القوات الجوية الإسرائيلية المسجد العمري الكبير في مدينة غزة؛ مَما أدى إلى تدمير أجزاء منه وتحطم مئذنته التي يعود تاريخ بنائها إلى 1400 عام.[151]

### ديسمبر
- 8 ديسمبر: أعادت القوات الجوية الإسرائيلية استهداف المسجد العمري الكبير في مدينة غزة؛ مما أدى إلى تدمير أجزاء واسعة منه.[152][153][154][155]

## وفيات
| الرقم | الاسم                              | صورة | تاريخ الوفاة | العمر عند الوفاة | مكان الوفاة           | سبب الوفاة            | ملاحظات | مرجع                    |
| ----- | ---------------------------------- | ---- | ------------ | ---------------- | --------------------- | --------------------- | --- | ----------------------- |
| 1     | محمد نعيم عبد السلام إبراهيم ياسين |      | 2 يناير      | 79               | عمّان، الأردن          |                       | أكاديمي يحمل درجة الدكتوراه في الشريعة الإسلامية وله العديد من المؤلفات                                    | [ 156 ]                 |
| 2     | خيري موسى علقم                     |      | 27 يناير     | 21               | القدس                 | إصابة بعيار ناري      | منفذ هجوم كنيس القدس 2023                                                                                  |                         |
| 3     | كمال جبر حسن عبد الفتاح جبارين     |      | 27 يناير     | 79               | جنين                  |                       | جغرافي وكاتب                                                                                               | [ 157 ]                 |
| 4     | جهاد أحمد صالح قاسم                |      | 29 يناير     | 75               | عمّان، الأردن          |                       | كاتب ومؤرخ وقاص وناقد وباحث                                                                                | [ 158 ]                 |
| 5     | يحيى إبراهيم سلمان رباح            |      | 2 فبراير     | 80               | رام الله              |                       | كاتب وسفير سابق لدى اليمن                                                                                  | [ 159 ]                 |
| 6     | مي الصايغ                          |      | 5 فبراير     | 82               | عمّان، الأردن          |                       | شاعرة وسياسية                                                                                              | [ 160 ]                 |
| 7     | داود الكالوتي (Q120785483)         |      | 13 فبراير    |                  | جدة، السعودية         |                       | رئيس مكتب إعلام منظمة التحرير الفلسطينية لدى السويد بين عامي 1980 و1983                                    |                         |
| 8     | صلاح الدين أحمد الزواوي            |      | 20 فبراير    | 85               | طهران، إيران          |                       | سفير سابق لدى البرازيل، وكينيا وإيران                                                                      | [ 161 ]                 |
| 9     | أحمد علي محمد قريع                 |      | 22 فبراير    | 85               | رام الله              |                       | رئيس المجلس التشريعي الفلسطيني 1996 ورئيس وزراء ثلاث حكومات                                                | [ 162 ]                 |
| 10    | مدحت صيام                          |      | 22 فبراير    |                  |                       |                       | سفير سابق لدى موريتانيا، والسنغال، وغينيا، وساحل العاج ومنظمة التعاون الإسلامي                             |                         |
| 11    | موسى أبو كرش                       |      | 6 مارس       | 67               | غزة                   |                       | كاتب وصحفي                                                                                                 | [ 163 ]                 |
| 12    | سميح شريف يحيى نصر                 |      | 10 مارس      | 91               | الزرقاء، الأردن       |                       | كاتب وشاعر                                                                                                 | [ 164 ]                 |
| 13    | أمير عماد أمين أبو خديجة           |      | 23 مارس      | 24               | طولكرم                | إصابة بعيار ناري      | قائد كتيبة طولكرم العسكرية ومؤسس مجموعة الرد السريع فيها                                                   | [ 165 ] [ 166 ]         |
| 14    | بكر محمد أمين عبد المنعم           |      | 9 أبريل      | 80               | عمّان، الأردن          |                       | سفير سابق لدى اليابان، وكندا وروسيا                                                                        | [ 167 ]                 |
| 15    | سلمى الخضراء الجيوسي               |      | 20 أبريل     | 96               | عمّان، الأردن          |                       | أديبة وكاتبة                                                                                               | [ 168 ]                 |
| 16    | خضر عدنان محمد موسى                |      | 2 مايو       | 45               | سجن الرملة            | إضراب عن الطعام       | أسير تُوفي خلال اعتقاله في سجون الاحتلال الإسرائيلي                                                         | [ 169 ]                 |
| 17    | جهاد الغنام                        |      | 9 مايو       | 61               | رفح                   | ضربة جوية إسرائيلية   | قائد عسكري في سرايا القدس اغتالته إسرائيل                                                                  | [ 170 ]                 |
| 18    | خليل البهتيني                      |      | 9 مايو       | 44               | غزة                   | ضربة جوية إسرائيلية   | قائد عسكري في سرايا القدس اغتالته إسرائيل                                                                  | [ 170 ]                 |
| 19    | طارق عز الدين                      |      | 9 مايو       | 48               | غزة                   | ضربة جوية إسرائيلية   | قائد عسكري في سرايا القدس اغتالته إسرائيل                                                                  | [ 170 ]                 |
| 20    | أحمد محمود أبو دقة                 |      | 11 مايو      |                  | خان يونس              | ضربة جوية إسرائيلية   | قائد عسكري في سرايا القدس اغتالته إسرائيل                                                                  | [ 171 ]                 |
| 21    | علي حسن محمد أبو غالي              |      | 11 مايو      | 46               | خان يونس              | ضربة جوية إسرائيلية   | قائد عسكري في سرايا القدس اغتالته إسرائيل                                                                  |                         |
| 22    | إبراهيم شحادة إبراهيم المصري       |      | 5 يونيو      | 74               | رام الله              | السرطان               | أحد أعضاء المجلس الوطني الفلسطيني والمركزي الفلسطيني والمجلس الثوري لحركة فتح                              | [ 172 ]                 |
| 23    | محمد هيثم إبراهيم التميمي          |      | 5 يونيو      | 2                | رمات غان              | إصابة بعيار ناري      | قُتل بواسطة رصاص عشوائي من جنود الاحتلال الإسرائيلي                                                         | [ 173 ]                 |
| 24    | سعيد كنعان (Q119258533)            |      | 9 يونيو      | 82               | نابلس                 | حادث مرور             | سياسي واقتصادي، يرأس مجلس أمناء جامعة نابلس للتعليم المهني والتقني                                         | [ 174 ]                 |
| 25    | قدري عمر محمد أبو بكر              |      | 1 يوليو      | 70               | قُرب مردة، سلفيت       | حادث مرور             | أسير سابق، ورئيس هيئة شؤون الأسرى والمحررين                                                                | [ 175 ]                 |
| 26    | مؤيد حميدي (Q120968521)            |      | 21 يوليو     | 63               | التربة، اليمن         | اغتيال                | رئيس مكتب برنامج الأغذية العالمي التابع للأمم المتحدة في منطقة التربة بمحافظة تعز، اليمن                   | [ 176 ]                 |
| 27    | كايد جرادات (Q120871141)           |      | 22 يوليو     | 67               | الخليل                | توقف القلب            | رئيس مكتب تمثيل منظمة التحرير الفلسطينية لدى جيبوتي (1983–1988) ومدغشقر (1988–1992)                        |                         |
| 28    | زكريا محمد                         |      | 2 أغسطس      | 72               | رام الله              |                       | شاعر وكاتب                                                                                                 | [ 177 ]                 |
| 29    | أحمد شنيورة                        |      | 14 أغسطس     | 80               | القاهرة، مصر          |                       | المدير الأسبق لجهاز المخابرات العامة الفلسطينية                                                            | [ 178 ]                 |
| 30    | يحيى عبد الرؤوف عثمان جبر          |      | 10 سبتمبر    | 79               | قلقيلية               | مرض عضال              | لغوي ومؤرخ وكاتب فلسطيني                                                                                   | [ 179 ]                 |
| 31    | حيدر إبراهيم (Q123485055)          |      | 19 سبتمبر    |                  | رام الله              |                       | الأمين العام السابق للاتحاد العام لعمال فلسطين                                                             | [ 180 ]                 |
| 32    | إبراهيم هزيمة                      |      | 26 سبتمبر    | 89               | برلين، ألمانيا        | التهاب حاد في الرئتين | فنان تشكيلي فلسطيني والرئيس الفخري لرابطة الفنانين التشكيليين الفلسطينيين في أوروبا                        | [ 181 ]                 |
| 33    | جهاد حمدان (Q122988437)            |      | 8 أكتوبر     | 68               | رام الله              | مرض عضال              | رئيس ديوان الموظفين العام بين عامي 2006 و2010                                                              |                         |
| 34    | خالد المحتسب                       |      | 12 أكتوبر    | 20               | البلدة القديمة، القدس | إصابة بعيار ناري      | كان عضوًا في كتائب الشهيد أبو علي مصطفى                                                                     | [ 182 ]                 |
| 35    | نبيل رملاوي (Q122175026)           |      | 22 أكتوبر    | 86               | جنيف                  | مرض عضال              | دبلوماسي فلسطيني سابق                                                                                      | [ 183 ]                 |
| 36    | عرفات ياسر عرفات حمدان             |      | 24 أكتوبر    | 24               | سجن عوفر              | ضرب مفضي إلى الموت    | فلسطيني اعتقله جيش الاحتلال الإسرائيلي يوم 22 أكتوبر 2023                                                  | [ 184 ]                 |
| 37    | جهاد مهراج إبراهيم شحادة           |      | 6 نوفمبر     | 24               | طولكرم                | إصابة بعيار ناري      | قائد "كتيبة طولكرم العسكرية - الرد السريع"، وأحد مؤسسيها، وأحد أبرز المطلوبين لإسرائيل ضمن قائمة الاغتيال. | [ 185 ] [ 186 ] [ 187 ] |
| 38    | غازي عبد القادر الحسيني            |      | 8 ديسمبر     | 81               | عمّان، الأردن          | مرض عضال              | الرئيس السّابق لدائرة شؤون الوطن في منظمة التّحرير الفلسطينية                                                | [ 188 ]                 |

### أبز الوفيات نتيجة حرب الإبادة في قطاع غزة
| الرقم | الاسم                             | صورة | تاريخ الوفاة | العمر عند الوفاة | مكان الوفاة                       | سبب الوفاة               | ملاحظات                                                                             | مرجع            |
| ----- | --------------------------------- | ---- | ------------ | ---------------- | --------------------------------- | ------------------------ | ----------------------------------------------------------------------------------- | --------------- |
| 1     | محمد جرغون (Q123762475)           |      | 7 أكتوبر     |                  | شرق رفح                           |                          | صحفي فلسطيني                                                                        |                 |
| 2     | إبراهيم محمد لافي (Q123762671)    |      | 7 أكتوبر     |                  | حاجز بيت حانون                    |                          | صحفي فلسطيني                                                                        |                 |
| 3     | عوني الدوس (Q123995426)           |      | 7 أكتوبر     | 13               | حي الزيتون، غزة                   | ضربة جوية إسرائيلية      | يوتيوبر فلسطيني                                                                     |                 |
| 4     | عمر فارس عمر أبو شاويش            |      | 7 أكتوبر     | 36               | مخيم النصيرات                     | ضربة جوية إسرائيلية      | شاعرٌ وكاتبٌ فلسطيني                                                                  | [ 189 ]         |
| 5     | رأفت حرب حسين أبو هلال            |      | 9 أكتوبر     | 55               | رفح                               | ضربة جوية إسرائيلية      | قائد لجان المقاومة الشعبية وقائد ألوية الناصر صلاح الدين في قطاع غزة                | [ 190 ] [ 191 ] |
| 6     | رشيد دبور                         |      | 10 أكتوبر    | 27               | بيت حانون                         | ضربة جوية إسرائيلية      | رياضي فلسطيني، ولاعب فريق أهلي بيت حانون لكرة القدم                                 | [ 192 ]         |
| 7     | عبد الفتاح حسن عبد الرحمن دخان    |      | 11 أكتوبر    |                  | قطاع غزة                          |                          | أحد مؤسسي حركة حماس                                                                 | [ 193 ]         |
| 8     | عبد الرحمن ربيع شهاب              |      | 12 أكتوبر    | 55               | جباليا                            | ضربة جوية إسرائيلية      | كاتب ومحلل سياسي فلسطيني                                                            | [ 194 ]         |
| 9     | مراد أحمد محمد أبو مراد           |      | 13 أكتوبر    |                  | قطاع غزة                          | ضربة جوية إسرائيلية      | قائد التشكيل الجوي في حماس                                                          | [ 195 ]         |
| 10    | علي محمد علي القاضي               |      | 13 أكتوبر    | 35               | قطاع غزة                          | ضربة جوية إسرائيلية      | قائد وحدة النخبة في كتائب القسام وأسير مُحرر من الضفة الغربية في صفقة شاليط عام 2011 | [ 196 ]         |
| 11    | علي عبد الله حسن نسمان            |      | 13 أكتوبر    | 38               | غزة                               | ضربة جوية إسرائيلية      | سياسي وكوميدي ومدون فلسطيني                                                         | [ 197 ]         |
| 12    | وائل محيي الدين سيد الزرد         |      | 13 أكتوبر    | 50               | غزة                               | ضربة جوية إسرائيلية      | داعية وأستاذ جامعي فلسطيني                                                          | [ 198 ]         |
| 13    | هبة غازي إبراهيم زقوت             |      | 13 أكتوبر    | 39               | قطاع غزة                          | ضربة جوية إسرائيلية      | فنانة تشكيلية فلسطينية                                                              | [ 199 ]         |
| 14    | محمد صلاح الدلو                   |      | 15 أكتوبر    | 54               | تل الهوى، غزة                     | ضربة جوية إسرائيلية      | رياضيٌ فلسطيني، عمل رئيسًا للاتحاد الفلسطيني لكرة الطاولة                             | [ 200 ]         |
| 15    | عمر صالح عمر فروانة               |      | 15 أكتوبر    | 67               | حي تل الهوى، غزة                  | ضربة جوية إسرائيلية      | طبيب نسائية وأستاذ جامعي فلسطيني                                                    | [ 201 ]         |
| 16    | بلال كمال محمود القدرة            |      | 15 أكتوبر    | 37               | خان يونس                          | ضربة جوية إسرائيلية      | قائد وحدة النخبة في كتائب القسام في خان يونس                                        | [ 202 ]         |
| 17    | أسامة عطية أحمد المزيني           |      | 16 أكتوبر    | 57               | قطاع غزة                          | ضربة جوية إسرائيلية      | قيادي بحماس ووزير التربية والتعليم بين عامي 2011 و2014 في حكومتها                   | [ 203 ]         |
| 18    | أيمن أحمد عبد الله نوفل           |      | 17 أكتوبر    | 49               | مخيم البريج                       | ضربة جوية إسرائيلية      | قائد لواء وسط قطاع غزة في كتائب القسام                                              | [ 204 ]         |
| 19    | فؤاد علي سليمان أبو بطيحان        |      | 17 أكتوبر    | 54               | مخيم النصيرات                     | ضربة جوية إسرائيلية      | رئيس هيئة المعابر والحدود بوزارة الداخلية والأمن الوطني في قطاع غزة                 | [ 205 ]         |
| 20    | جهاد محيسن                        |      | 19 أكتوبر    | 52               | الشيخ رضوان، غزة                  | ضربة جوية إسرائيلية      | قائد قوات الأمن الوطني الفلسطيني في قطاع غزة                                        | [ 206 ]         |
| 21    | جميلة عبد الله طه الشنطي          |      | 19 أكتوبر    | 66               | مخيم جباليا                       | ضربة جوية إسرائيلية      | معلمة وأستاذة جامعية وسياسية فلسطينية، وعضو المكتب السياسي لحماس                    | [ 207 ]         |
| 22    | هبة كمال صالح أبو ندى             |      | 20 أكتوبر    | 32               | خان يونس                          | ضربة جوية إسرائيلية      | كاتبة وشاعرة وقاصَّة وأخصائية تغذية فلسطينية                                          | [ 208 ]         |
| 23    | إبراهيم حامد حسين الأسطل          |      | 23 أكتوبر    | 62               | قطاع غزة                          | ضربة جوية إسرائيلية      | باحثٌ وأُستاذٌ في الجامعة الإسلامية في غزة                                             | [ 209 ]         |
| 24    | نسمة عادل أبو شعيرة               |      | 28 أكتوبر    | 36               | غزة                               | ضربة جوية إسرائيلية      | محاضرة أكاديمية وفنانة فلسطينية                                                     | [ 210 ]         |
| 25    | حليمة عبد الكريم محمود الكحلوت    |      | 30 أكتوبر    | 28               | غزة                               | ضربة جوية إسرائيلية      | فنانة تشكيلية فلسطينية                                                              | [ 211 ]         |
| 26    | إيناس محمد السقا                  |      | 31 أكتوبر    | 53               | غزة                               | ضربة جوية إسرائيلية      | فنانة فلسطينية في مجال الفنون البصرية والمسرح                                       | [ 212 ]         |
| 27    | مروان حمد (Q124302806)            |      | 4 نوفمبر     | 37               | مخيم النصيرات                     | ضربة جوية إسرائيلية      | رئيس بلدية مدينة الزهراء في قطاع غزة (2020–2023)                                    |                 |
| 28    | همام محمود حسن اللوح              |      | 12 نوفمبر    | 36               | غزة                               | ضربة جوية إسرائيلية      | استشاري أمراض وزراعة الكلى وضغط الدم                                                | [ 213 ]         |
| 29    | إلهام فرح                         |      | 13 نوفمبر    | 83               | الرمال، غزة                       | مضاعفات إصابة بعيار ناري | معلمة موسيقى فلسطينية                                                               | [ 214 ]         |
| 30    | إبراهيم قصيعة                     |      | 14 نوفمبر    | 31               | مخيم جباليا                       | ضربة جوية إسرائيلية      | رياضي فلسطيني، ولاعب المنتخب الوطني لكرة الطائرة الشاطئية                           | [ 215 ]         |
| 31    | حسن منير أبو زعيتر                |      | 14 نوفمبر    | 29               | مخيم جباليا                       | ضربة جوية إسرائيلية      | رياضي فلسطيني، ولاعب المنتخب الوطني لكرة الطائرة الشاطئية                           | [ 216 ]         |
| 32    | أحمد محمد عطية بحر                |      | 17 نوفمبر    | 73               | غزة                               | ضربة جوية إسرائيلية      | النائب الأول لرئيس المجلس التشريعي الفلسطيني 2006                                   | [ 217 ]         |
| 33    | حسونة ياسر حسونة سليم             |      | 18 نوفمبر    | 28               | مخيم البريج                       | ضربة جوية إسرائيلية      | صحفي فلسطيني                                                                        | [ 218 ]         |
| 34    | مصطفى حسني محمود صواف             |      | 18 نوفمبر    | 68               | غزة                               | ضربة جوية إسرائيلية      | صحفي فلسطيني                                                                        | [ 219 ]         |
| 35    | بلال جاد الله                     |      | 19 نوفمبر    | 45               | غزة                               | ضربة جوية إسرائيلية      | المدير العام لمؤسسة بيت الصحافة في غزة                                              | [ 220 ]         |
| 36    | آيات خضورة                        |      | 21 نوفمبر    | 26               | بيت لاهيا                         | ضربة جوية إسرائيلية      | صحفية فلسطينية                                                                      | [ 221 ]         |
| 37    | عبد الله عيسى (Q123856075)        |      | 27 نوفمبر    |                  | دير البلح                         | مرض عضال                 | كاتب وصحفي فلسطيني                                                                  |                 |
| 38    | فرسان محمود عبد الله خليفة        |      | نوفمبر       | 40               | غزة                               | ضربة جوية إسرائيلية      | قائد عسكري فلسطيني رفيع لحركة حماس وكتائب القسام                                    | [ 222 ]         |
| 39    | ختام يوسف ديب الوصيفي             |      | 1 ديسمبر     | 57               | غزة                               | ضربة جوية إسرائيلية      | عالمة فيزياء وباحثة ومحاضرة فلسطينيَّة                                                | [ 223 ]         |
| 40    | سفيان عبد الرحمن عثمان تايه       |      | 2 ديسمبر     | 52               | مخيم جباليا                       | ضربة جوية إسرائيلية      | فيزيائي فلسطيني ورئيس الجامعة الإسلامية في غزة                                      | [ 224 ]         |
| 41    | نور الدين عدنان حجاج              |      | 3 ديسمبر     | 27               | الشجاعية، غزة                     | ضربة جوية إسرائيلية      | كاتب وروائي فلسطيني                                                                 | [ 225 ]         |
| 42    | عماد الرقب (Q123785709)           |      | 3 ديسمبر     |                  | بني سهيلا                         | ضربة جوية إسرائيلية      | ممرض قانوني فلسطيني                                                                 |                 |
| 43    | رفعت رفيق سعيد العرعير            |      | 7 ديسمبر     | 44               | غزة                               | ضربة جوية إسرائيلية      | كاديمي وكاتب وشاعر فلسطيني                                                          | [ 226 ]         |
| 44    | سليم مصطفى سليم النفار            |      | 7 ديسمبر     | 60               | قطاع غزة                          | ضربة جوية إسرائيلية      | شاعر فلسطيني                                                                        |                 |
| 45    | شاهر ياغي (Q123738485)            |      | 9 ديسمبر     |                  | مخيم جباليا                       | ضربة جوية إسرائيلية      | أخصائي طب نفسي فلسطيني                                                              |                 |
| 46    | علا رباح عاشور عطا الله           |      | 9 ديسمبر     |                  | الدرج، غزة                        | ضربة جوية إسرائيلية      | صحفية فلسطينية                                                                      | [ 227 ]         |
| 47    | دعاء الجبور                       |      | 9 ديسمبر     |                  | خان يونس                          | ضربة جوية إسرائيلية      | صحفية فلسطينية                                                                      |                 |
| 48    | عبد الكريم عودة (Q123784931)      |      | 13 ديسمبر    |                  | مخيم النصيرات                     | ضربة جوية إسرائيلية      | صحفي فلسطيني                                                                        |                 |
| 49    | سامر أبو دقة                      |      | 15 ديسمبر    | 44               | خان يونس                          | ضربة جوية إسرائيلية      | صحفي ومصور وناقد فلسطيني                                                            | [ 228 ]         |
| 50    | سمر كمال أنطون (Q124029335)       |      | 16 ديسمبر    |                  | كنيسة العائلة المقدسة للاتين، غزة | إصابة بعيار ناري         |                                                                                     |                 |
| 51    | ناهد خليل بولس أنطون (Q124029315) |      | 16 ديسمبر    |                  | كنيسة العائلة المقدسة للاتين، غزة | إصابة بعيار ناري         |                                                                                     |                 |
| 52    | عاصم موسى (Q124174377)            |      | 17 ديسمبر    |                  | خان يونس                          | ضربة جوية إسرائيلية      | صحفي فلسطيني                                                                        |                 |
| 53    | بلال محمد عبدالحليم أبو سمعان     |      | 18 ديسمبر    | 31               | خان يونس                          | ضربة جوية إسرائيلية      | رياضي وأولمبي فلسطيني                                                               | [ 229 ]         |
| 54    | سامي خلف (Q124005746)             |      | 22 ديسمبر    |                  | دير البلح                         | مرض عضال                 | مدير دائرة الأشعة في مستشفى النصر للأطفال سابقاً                                     |                 |
| 55    | سعيد الزبدة (Q124059730)          |      | 31 ديسمبر    |                  |                                   | ضربة جوية إسرائيلية      | رئيس الكلية الجامعية للعلوم التطبيقية                                               |                 |

## تأسيسات وانحلالات
- 2 مارس: اتفق وزير الاقتصاد الوطني الفلسطيني خالد العسيلي وممثل المغرب لدى دولة فلسطين عبد الرحيم مزيان على تأسيس لجنة فلسطينية مغربية اقتصادية مشتركة.[230]
- 5 يوليو: تشكيل لجنة برئاسة وزير السياحة والآثار وعضوية ممثلين من وزارات: الزراعة، والثقافة، والحكم المحلي، والأشغال العامة والإسكان، والمالية وسلطة جودة البيئة لدراسة وإعداد الأسس الفنية والقانونية لإنشاء وتنظيم عمل متحف الزيت والزيتون "الريف الفلسطيني" في قرية دير غسانة شمال محافظة رام الله والبيرة.[231]
- 6 يوليو: تشكيل اللجنة الوطنية الفلسطينية للتراث المادي وغير المادي برئاسة رئيس اللجنة الوطنية للتربية والثقافة والعلوم بمنظمة التحرير الفلسطينية.[232]
- 22 يوليو: أصدر الرئيس الفلسطيني مرسومًا رئاسيًا بإلغاء المرسوم الصادر في 27 أكتوبر 2022 بشأن إنشاء المجلس الأعلى للهيئات والجهات القضائية.[233][234]
- نوفمبر 2023: تأسس المستشفى الميداني الأردني في خان يونس، والمستشفى الميداني الأردني في نابلس.
- ديسمبر 2023: تأسس المستشفى الميداني القطري في رفح، والمستشفى الميداني الإماراتي في رفح والمستشفى الميداني الإندونيسي في رفح.